# Аскољд и Дир
Аскољд (? — 882) (старонордијски: Haskuldr или Hǫskuldr, руски: Аскольд) и Дир (старонордијски: Dyr или Djur) су легендарни владари Кијева од 864. до 882, на територији данашње Украјине.
Према Повести минулих лета Рјурик је послао Аскољда и Дира да крену у поход на Константинопољ. Док су се кретали уз Дњепар, видели су насеље на планини и питали коме припада. Речено им је да је то Кијев и да су га саградила браћа Киј, Шчек и Хорив, који су били потчињени Хазарима и плаћали им данак. Аскољд и Дир су населили Кијев Варјазима и преузели власт над племеном Пољана.
Године 860. (866. према Повести минулих лета) Аскољд и Дир опседали су Константинопољ, а 872. у борби са Бугарима умире син Аскољдов и исте године напада словенска племена Полочане и Кривиче. Године 875. напада Печенеге, а 882. Аскољда и Дира убија Олег Новгородски, који је био на походу из Новгорода према Кијеву, након чега преузима власт и успоставља Кијевску Рус.